# Duma des Autonomen Kreises der Chanten und Mansen/Jugra
Die Duma des Autonomen Kreises der Chanten und Mansen/Jugra (russisch Дума Ханты-Мансийского автономного округа — Югры) ist das Parlament des Autonomen Kreises der Chanten und Mansen/Jugra im russischen Föderationskreis Ural mit Sitz in Chanty-Mansijsk. Das Einkammerparlament wurde 1994 in Übereinstimmung mit der Verfassung der Russischen Föderation gegründet.

## Geschichte
In der ersten Legislaturperiode traten die Abgeordneten am 6. April 1994 erstmals zusammen. Sie befassten sich hauptsächlich mit der Schaffung des rechtlichen Rahmens für den kommunalen Aufbau des Autonomen Kreises der Chanten und Mansen/Jugra. Erster Vorsitzender wurde Sergei Sobjanin, welcher heute Oberbürgermeister von Moskau ist.
Die Abgeordneten der zweiten Legislaturperiode tagten erstmals im Oktober 1996. Am 14. Januar 2001 wurden die Abgeordneten der dritten Legislaturperiode gewählt. Darauf folgten am 12. März 2006 die Wahl zur vierten Duma und am 13. März 2011 die Wahl zur fünften Duma. Die aktuelle Zusammensetzung der Duma wurde am 18. September 2016 gewählt. Es ist die sechste Legislaturperiode.

## Wahlsystem
Die 38 Abgeordneten des Parlaments werden gleichmäßig in Verhältniswahl und Mehrheitswahl gewählt. Der Autonome Kreis der Chanten und Mansen/Jugra ist in 19 Wahlkreise unterteilt, in dem je ein Kandidat mit relativer Mehrheit gewählt wird. Bei den übrigen 19 in Verhältniswahl gewählten Abgeordneten gilt eine 5-Prozent-Hürde für die Parteien.

## Repräsentation der indigenen Völker
Derzeit bilden vier Abgeordnete die Versammlung der Vertreter der indigenen Völker des Nordens, dessen Vorsitzender von Amts wegen stellvertretender Vorsitzender der Duma ist. Bis zur fünften Legislaturperiode gab es bei den Wahlen einen eigenen Wahlkreis für die indigenen Völker, deren Kandidaten vom Kongress der zahlenmäßig kleinen indigenen Völker des Nordens auf dem Gebiet des Autonomen Kreises der Chanten und Mansen vorgeschlagen wurden. Seit der sechsten Legislaturperiode können Vertreter indigener Völker nur wie andere Kandidaten über die Verhältniswahl auf Parteienlisten oder durch ein Direktmandat mittels eines Wahlsieges im eigenen Wahlkreis in das Parlament einziehen. In der sechsten Legislaturperiode bildeten vier Abgeordnete die Versammlung der Vertreter der indigenen Völker des Nordens. Der Vorsitzende der Versammlung ist seit der dritten Legislaturperiode der ehemalige Gouverneur im Autonomen Kreis der Chanten und Mansen/Jugra, Eremei Danilowitsch Aipin (Einiges Russland). Während er chantischer Nationalität ist, ist der stellvertretende Vorsitzende der Versammlung mansischer Nationalität; unter den beiden weiteren Abgeordneten in der Versammlung ist ein weiterer Chante und ein Russe.
Der Grund für die Autonomen Kreise ist der Schutz der indigenen Bevölkerung, auch wenn die Titularnationen wie im Fall des Autonomen Kreises der Chanten und Mansen/Jugra nur einen Bruchteil der Bevölkerung stellen. In der Russischen Föderation ist allerdings zu beobachten, dass der Schutz vernachlässigt wird, indem Autonome Kreise in andere Föderationssubjekte eingegliedert werden. Das hat den Verlust von Minderheitsrechten zur Folge. Dadurch, dass seit der sechsten Legislaturperiode nicht immer drei Angehörige eines indigenen Volkes einen Sitz in der Duma sicher haben, kann es sein, dass in Anbetracht des geringen Bevölkerungsanteils der Chanten und Mansen im Autonomen Kreis in Zukunft kein Angehöriger einer Minderheit in das Parlament einzieht.

## Jugendparlament

Logo des Jugendparlaments

Der Autonome Kreis der Chanten und Mansen/Jugra hat ein Jugendparlament, welches aus 60 Abgeordneten aus fast allen Rajonen und Stadtrajonen des Autonomen Kreises besteht. Aus einigen Rajonen (z. B. aus dem Stadtrajon Chanty-Mansijsk) sind überdurchschnittlich viele Jugendliche beteiligt, während einige Rajone nicht repräsentiert werden. Das Jugendparlament wurde erstmals am 10. Dezember 2004 für die Dauer der dritten Legislaturperiode einberufen.
Verschiedene Organisationen und Gremien entsenden die Abgeordneten in dieses Jugendparlament. Dazu gehört zum Beispiel der Rat der arbeitenden Jugend in der Verwaltung der Stadt Pokachi, der Verband der Kinder- und Jugendverbände des Autonomen Kreises der Chanten und Mansen/Jugra oder die Duma der Stadt Surgut, die die delegierende Organisation darstellen.
Der Rat des Jugendparlaments besteht aus dem Vorsitzenden des Jugendparlaments, seinen vier Stellvertretern, den fünf Vorsitzenden der Fachausschüsse und einem Exekutivsekretär. Derzeitiger Vorsitzender des Jugendparlaments ist Nikolai Nikolajewitsch Sabolotnew (Einiges Russland).

## Vertretung im Föderationsrat
Der Vertreter der Duma des Autonomen Kreises der Chanten und Mansen/Jugra im Föderationsrat der Russischen Föderation, dem Oberhaus im russischen Parlament, ist seit September 2015 Eduard Wladimirowitsch Isakow, der seit 2004 der Partei Einiges Russland angehört.